# Tanja Haeusler

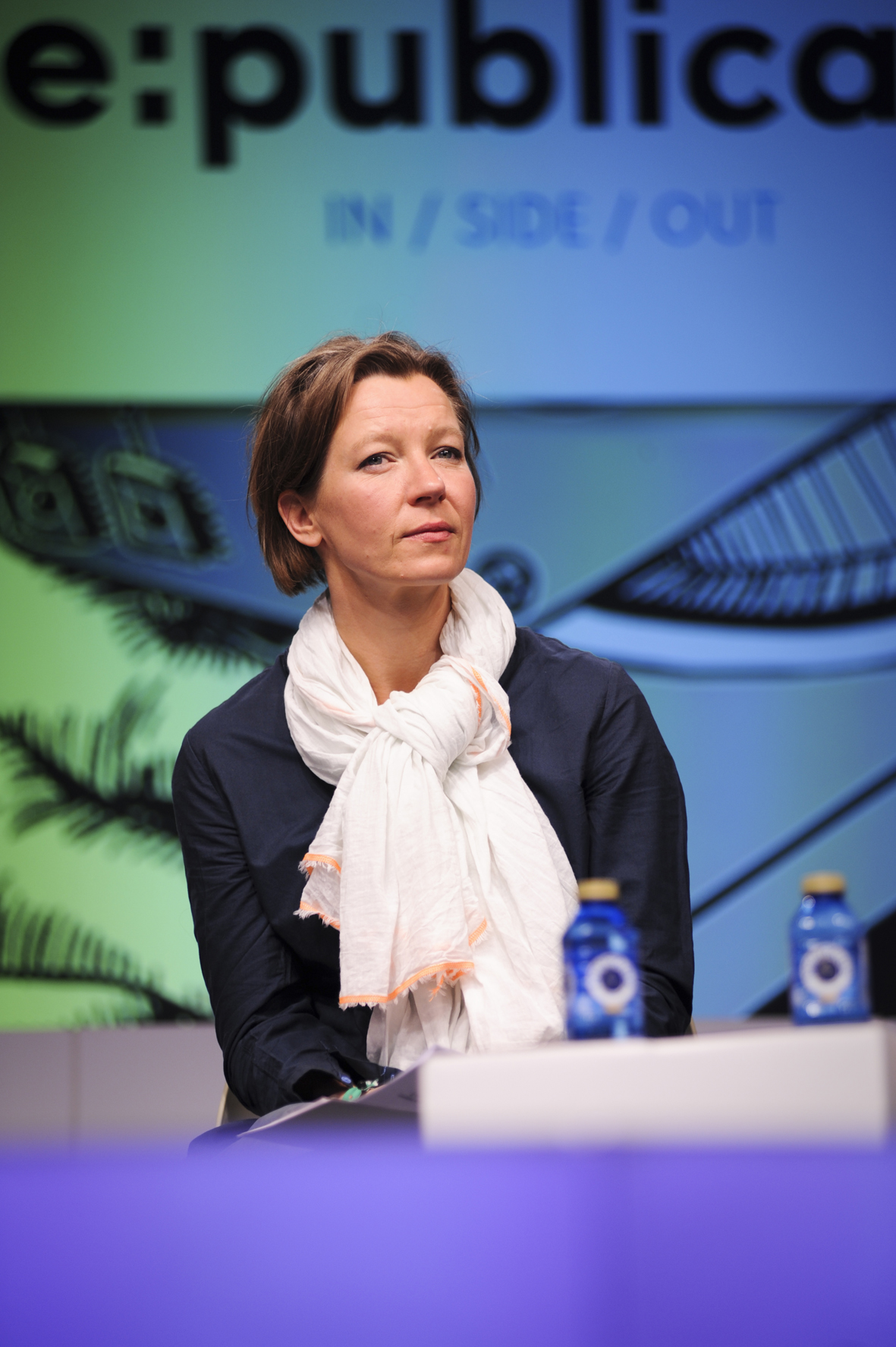
Tanja Haeusler auf der re:publica 2013.

Tanja Haeusler (* 1966, geborene Kreitschmann) ist eine deutsche Bloggerin, Mediendesignerin und Mitgründerin und Organisatorin von re:publica und TINCON, dem Ableger für Jugendliche. Dabei setzt sie sich für die Entwicklung einer mündigen digitalen Gesellschaft ein. Mit ihrem Mann Johnny veröffentlichte sie außerdem den Elternratgeber Netzgemüse.

## Leben und Wirken
Haeusler wurde 1966 unter dem Namen Kreitschmann geboren. Sie studierte Kunstgeschichte und arbeitete zunächst als Requisiteurin für Theater, Film und TV.
2007 war sie Gründungsmitglied der re:publica in Berlin, zusammen mit Andreas Gebhard, Markus Beckedahl und ihrem Mann Johnny. Auf der Konferenz sprechen jährlich die unterschiedlichsten Mitglieder der Internetgesellschaft, wobei rund die Hälfte davon weiblich ist.
2016 organisierte sie für den Spreeblick-Verlag die erste TINCON (Teenage Internetwork Conference), die speziell für Jugendliche und Heranwachsende zwischen 13 und 21 Jahren ausgelegt ist. Auch bei diesem Ableger der re:publica werden allgemeine Themen der digitalen Gesellschaft diskutiert, aber eben von Jugendlichen. Der Fokus liegt dabei auf der Eigenständigkeit des Einzelnen im Netz.
Sie lebt mit ihrem Mann und zwei Kindern in Berlin.

## Veröffentlichungen
- Johnny Haeusler, Tanja Haeusler: Netzgemüse – Aufzucht und Pflege der Generation Internet. Goldmann, München 2012, ISBN 978-3-442-15743-3, S. 288.